# La escalera del divino ascenso
La escalera del divino ascenso (original en griego Κλίμαξ Θείας ανόδου, Κλίμακα του Ιωάννου, en latín Scala Paradisi), es un importante tratado escrito por San Juan Clímaco alrededor del año 600 que muestra el camino para lograr una correcta vida religiosa por parte de los monjes, representada con una escala de treinta escalones que sube al Paraíso. El símbolo se convirtió en un icono popular en el cristianismo medieval oriental, donde se extendió para representar la vida de cualquier creyente, un camino de perfección donde varias tentaciones hacían retroceder y las ayudas del cielo hacían avanzar en la escala. La elección de la escala proviene de la bíblica Escalera de Jacob, y los escalones indican que la perfección se puede alcanzar con pequeños pasos en la vida diaria pero que implica un proceso gradual. El número treinta hace referencia a los años que vivió Jesús antes de su bautismo y el inicio de su ministerio.
Cada capítulo explica un aspecto de la vida hacia el ascetismo que llevará a la santidad e incluye anécdotas y parábolas para ayudar a aplicar a la vida cotidiana los preceptos que contiene. En este sentido su lectura se ha usado como una pauta de vida, en la línea de los ejercicios espirituales u otras obras morales que favorecen la meditación. Su estilo, relleno de símbolos y centrado en aforismos y alusiones poéticas, se presta a diversas interpretaciones que profundizan en este carácter.
Su influencia en el cristianismo ha sido considerable, especialmente entre los ortodoxos, donde es de lectura habitual en los monasterios, y en determinadas órdenes católicas reformadas como la Orden de la Trapa.

## Escalones en la escalera del divino ascenso
La escalera consta de 30 capítulos o peldaños:
- 1-4: Renuncia del mundo  y obediencia a un padre espiritual
  - Primer Escalón: la renunciación.
  - Segundo Escalón: el desapego.
  - Tercer Escalón: la verdadera peregrinación.
  - Cuarto Escalón: la obediencia.
- 5-7: Penitencia y aflicción como caminos hacia la verdadera alegría.
  - Quinto Escalón: la penitencia.
  - Sexto Escalón: del recuerdo de la muerte.
  - Séptimo Escalón: de la aflicción purificadora.
- 8-17: Derrota de vicios y adquisición de virtud.
  - Octavo Escalón: la mansedumbre.
  - Noveno Escalón: el resentimiento.
  - Décimo Escalón: la maledicencia.
  - Decimoprimero Escalón: la locuacidad y del silencio.
  - Decimosegundo Escalón: la mentira.
  - Decimotercero Escalón: la pereza.
  - Decimocuarto Escalón: la gula.
  - Decimoquinto Escalón: la castidad.
  - Decimosexto Escalón: la avaricia y de la pobreza.
  - Decimoséptimo Escalón: la insensibilidad.
- 18-26: Evitar las trampas del ascetismo (pereza, orgullo, estancamiento mental).
  - Decimoctavo Escalón: el sueño, de la oración en comunidad.
  - Decimonoveno Escalón: las vigilias.
  - Vigésimo Escalón: la pusilánime.
  - Vigésimo primer Escalón: la vanagloria.
  - Vigésimo segundo Escalón: el orgullo.
  - Vigésimo tercer Escalón: las blasfemias.
  - Vigésimo cuarto Escalón: de la Simplicidad.
  - Vigésimo quinto Escalón: la humildad.
  - Vigésimo sexto Escalón: el discernimiento-
- 27-29: Adquisición de hesicasmo, o la paz del alma, de la oración y de apatheia (desapasionamiento o ecuanimidad con respecto a las aflicciones o el sufrimiento).
  - Vigésimo séptimo Escalón: hesiquia.
  - Vigésimo octavo Escalón: la oración.
  - Vigésimo noveno Escalón: la impasibilidad.
- 30: Relativo a la vinculación de la trinidad suprema entre las virtudes; una breve exhortación que resume todo lo que ha dicho en detalle en el resto del escrito.
  - Trigésimo Escalón: la caridad, la esperanza y la fe.

## Descripción

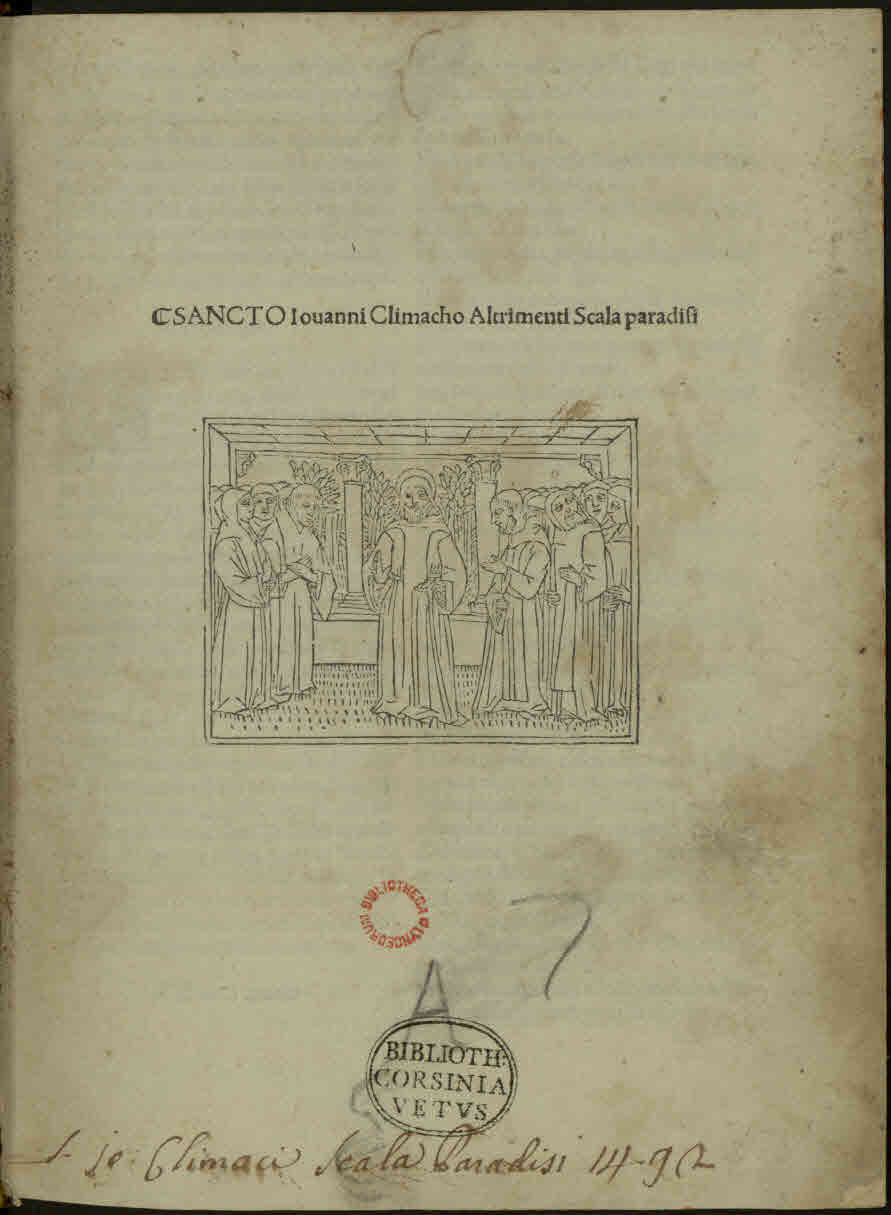
Scala Paradisi de 1492.

La obra fue escrita por Juan Clímaco a petición del abad en el El Tor, de un monasterio situado a orillas del mar Rojo, probablemente el Monasterio de Santa Catalina del Monte Sinaí. El tratado está dirigido especialmente a anacoretas y cenobitas y trata de los medios por los cuales se puede alcanzar el más alto grado de perfección religiosa. Dividido en treinta partes, o «peldaños», en memoria de los treinta años de la vida de Cristo, el modelo divino de los religiosos, presenta una imagen de todas las virtudes y contiene una gran cantidad de parábolas y toques históricos, extraídos principalmente de la vida monástica, y para exhibir la aplicación práctica de los preceptos. El manuscrito más antiguo que contiene la Scala se encuentra en la Biblioteca Nacional de Francia y fue llevado probablemente de Florencia por Catalina de Médici. En algunos de estos manuscritos, la obra lleva el título de «Tablas espirituales» (Plakes pneumatikai).
Los peldaños de la escalera se relacionan entre ellos y habitualmente se unen en grupos. El primer bloque contiene aquellos escalones que alejan la persona del mundo terrenal, ayudándola a prescindir de los vínculos más físicos. Así se empieza a acercarse a la infancia evangélica, en un estado de inocencia donde se puede recibir mejor el mensaje cristiano. El primer paso es la llamada de la vida ascética, el segundo escalón se pasa a renunciar al apego, el tercero se relaciona con las peregrinaciones —tanto físicas como los sueños místicos—. El cuarto paso implica la obediencia al guía espiritual —pensado específicamente en sacerdotes o superiores de monasterios—.
Posteriormente conviene hacer penitencia por los pecados cometidos (escalón 5), que actúan como lastres para la ascensión por la escalera. El escalón 6 recuerda la muerte y el destino diverso que espera al alma según sus obras en vida, es decir, pensando en la salvación o condenación eternas es más sencillo tener fortaleza para obrar rectamente en la vida. La conciencia de esta finitud lleva a una aflicción iluminadora (escalón 7).
El siguiente bloque (escalones 8-17) se centra en vicios concretos y en las virtudes que servirán para combatirlos. El asceta se libera de la rabia y el rencor, se aparta de la mentira o la calumnia hacia los demás y loa el silencio que le permite meditar. De esta forma no caerá en la acedia y podrá dedicarse activamente a mejorar como persona. Esta persona no está sometida a los dictados del cuerpo, por eso rechaza la gula y la lujuria y vive una existencia de castidad y contención. Esta parte termina con amonestaciones para aquellos que prestan demasiada atención al dinero o a las comodidades materiales.
El Espíritu Santo puede entonces hacerse presente en el alma de los purificados para guiarlos en la ascensión. Aunque serán tentados fuertemente en esta fase del camino. Primero por la insensibilidad y falta de reflexión, el riesgo de que la mente o el espíritu mueran antes de que el cuerpo (escalón 18). Por el mismo motivo el exceso de sueño impide estar alertas para meditar. La cobardía es el segundo peligro, ya que cuanto más se sube por la escalera, más inclinación tiene esta, más complejo es superar los escalones y el combate supone mucho coraje interior. El último peligro es el orgullo, el máximo pecado.
La última fase (a partir del escalón 27) lleva a la adquisición del hesicasmo o paz espiritual como anticipación del estado de gracia eterna, donde la persona vive de acuerdo los preceptos divinos como hábito, con menos esfuerzo ya que los tiene interiorizados y entiende el carácter sagrado de la vida otorgada por Dios, que ocupa el centro de los pensamientos, sentimientos y acciones del asceta. El escalón 28 se ocupa de la oración como comunicación directa con la divinidad y los últimos llevan a la comprensión de algunos preceptos básicos de la fe cristiana, como la resurrección o la Santísima Trinidad, que consiguen la comprensión final (escalón 30 ) permitida en este mundo..

## Traducciones
La primera traducción del griego al latín es la de Ambrogio Traversari. Fue impreso en Venecia en 1531 y en 1569; apareció en Colonia en 1583, 1593 y en 1610 con un comentario de Dionisio Cartujano.
El texto griego de la escalera, con los escolios de Elías, arzobispo de Creta, y el texto de ad Patrorem Liber fueron publicados por Matthäus Rader, con una traducción latina (París, 1633).
El texto completo se reproduce en Patrologia Graeca, vol. 88, (París, 1860).
Las traducciones históricas son
- en español, por Luis de Granada, (Salamanca, 1551);
- en italiano (Venecia, 1585)
- en griego moderno por Maximus Margunius, obispo de Cerigo (Venecia, 1590);
- en francés por Robert Arnauld d'Andilly (París, 1688), precedido por una vida del santo Louis-Isaac Lemaistre de Sacy.

### Traducción árabe
La Escalera del divino ascenso se tradujo como un icono para la comunidad religiosa de habla árabe, probablemente en el Monasterio de Santa Catalina del Monte Sinaí. Juan Clímaco guía a su gente a través del texto en el lado izquierdo de la página para mostrar la tradición griega en lugar del texto de la derecha, como la tradición árabe. Él no se sienta en el piso como los musulmanes sino en un escritorio. Lo que se complementa con una adaptación más pequeña del icono. La reproducción muestra a Cristo guiando a los piadosos al cielo desde una escalera que corta el icono desde la esquina inferior derecha a la superior izquierda en forma ascendente. Esto es lo opuesto al icono original de finales del siglo XII. Este icono árabe del siglo XVII es colorido con sus imágenes. Moisés se representa arrodillado ante la zarza ardiente a la derecha. La virgen María y el niño Jesús están iluminados dentro de la llama en forma de lágrima. Juan Clímaci se ve en la parte inferior izquierda con otros monjes en Santa Catalina. En la base de la escalera, un monje que cae al infierno se mantiene en la escalera mientras Juan Clímaco lo ayuda sujetando al demonio.